# Synklinorium
Synklinorium – ciąg fałdów składających się z synklin i oddzielających je wąskich antyklin, tworzących razem strukturę wklęsłą (których obwiednia, przynajmniej górna, jest wklęsła ku górze).
Synklinorium stanowią np. część środkowa i południowo-wschodnia Pamiru, niecka śródsudecka, niecka północnosudecka, Niecka Nidziańska, Doły Jasielsko-Sanockie.